# Bun pentru serviciul auxiliar
Bun pentru serviciul auxiliar (titlul original: în rusă Годен к нестроевой, transliterat: Goden k nestroevoi) este un film de comedie sovietic  (R.S.S. Belarusă), realizat în 1968 de regizorii Vladimir Rogovoi și Efraim Sevela, protagoniști fiind actorii Viktor Perevalov, Mihail Pugovkin, Boris Ghitin și Aleksei Cernov.

## Rezumat
Volodea Danilin, un recrut cu verdictul consiliului medical „apt pentru serviciul necombatant” (probabil pentru că purta ochelari), este pus la dispoziția maistrului departamentului de comunicații Kaciura. Maistrul îl repartizează la atelierul de transport tras de cai. Incidente curioase încep să se întâmple lui Volodea, care nu a avut nicio experiență cu caii până în acel moment, dar treptat devine un adevărat profesionist și un bun soldat, remarcându-se prin aducerea de la nemți a unui cal rănit, care s-a dovedit a fi unul de circ.

## Distribuție
- Viktor Perevalov – Volodea Danilin
- Mihail Pugovkin – maistrul Kaciura
- Boris Ghitin – Pașca Fomin
- Aleksei Cernov – Samohin
- Liubov Rumianțeva – Lena Koroliova
- Evgheni Kuznețov – colonelul
- Kahi Kavsadze – Șirladze
- Aleksei Mironuv – felcerul (nemenționat)
- Ghennadi Ovseannikov – un soldat (nemenționat)
- Igor Komarov – soldatul (nemenționat)
- Vladimir Kudrevici – rol episodic (nemenționat)

## Lansare
A fost lansat în anul 1968 și a avut parte de mare succes comercial, fiind vizionat de 27,9 milioane de spectatori în cinematografele din Uniunea Sovietică.